# Desmond Morris

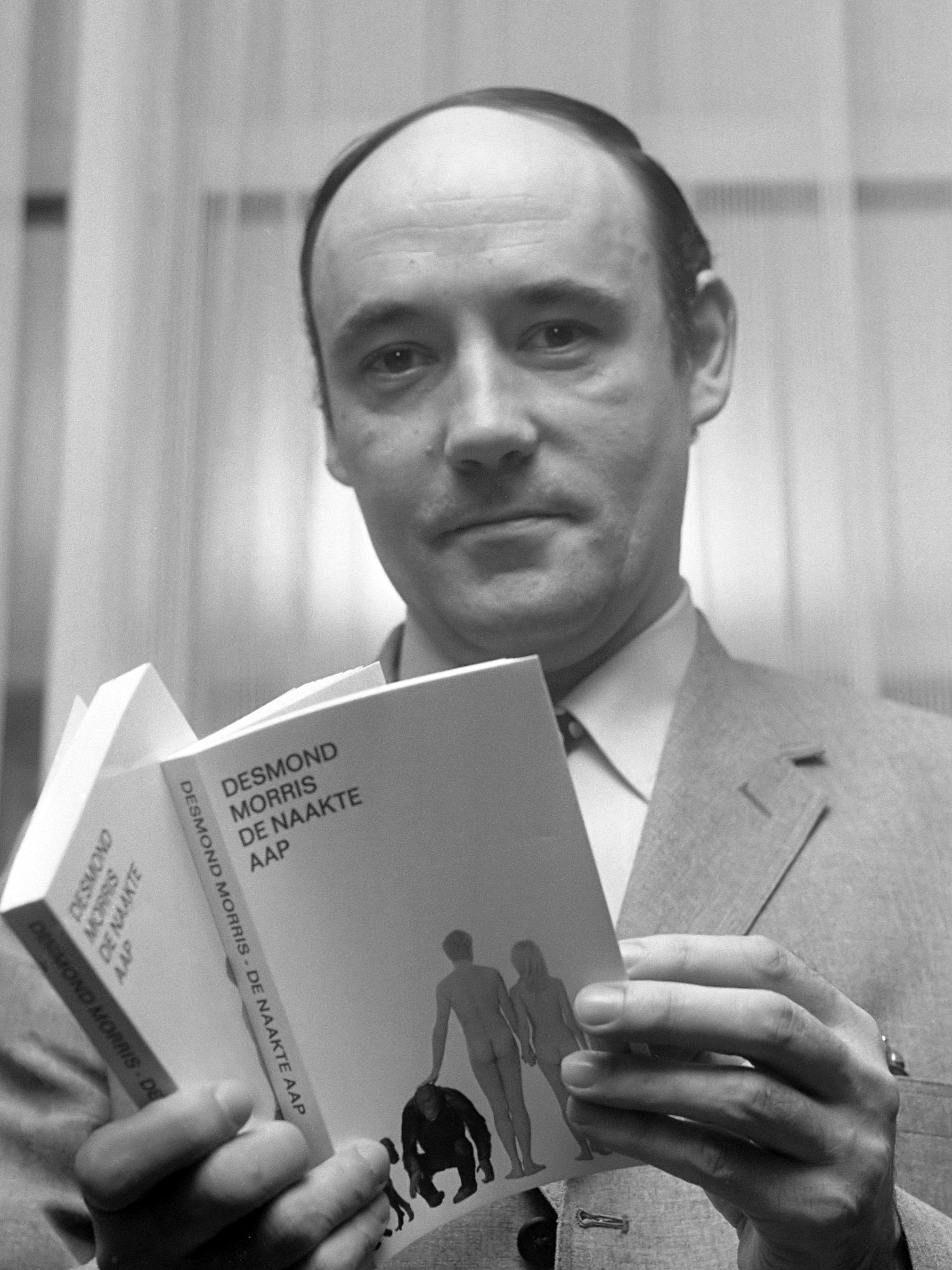
Desmond Morris (1969)

Desmond John Morris (Purton (Wiltshire), 24 januari 1928) is een Engelse zoöloog, publicist, kunstschilder, tv-presentator en tv-programmamaker.

## Levensloop
Al op jeugdige leeftijd had hij een levendige belangstelling voor de natuur en voor moderne beeldende kunst, met name voor het surrealisme. Hij begon een serieuze loopbaan als schilder en studeerde tegelijkertijd zoölogie in Birmingham. Zijn doctoraal behaalde hij vervolgens aan de Universiteit van Oxford waar hij onder leiding van Niko Tinbergen werkte aan een onderzoek naar het voortplantingsgedrag van stekelbaarzen.
Vanaf 1956 was Morris bij Granada Television verantwoordelijk voor de televisieserie Zoo Time. In dezelfde periode onderzocht hij het talent van chimpansees om schilderijen te maken. Het leidde tot enkele exposities.
Hij was van 1959 tot 1967 hoofd van de afdeling Zoogdieren in de London Zoo en publiceerde zowel wetenschappelijke als populair-wetenschappelijke boeken. The Naked Ape (1967), waarin hij menselijk gedrag beschrijft vanuit het standpunt van een zoöloog, maakte hem wereldwijd bekend. Het succes van het boek stelde hem in staat om zich enkele jaren op Malta te vestigen om zich volledig te wijden aan schrijven en schilderen.
In 1973 keerde Morris terug naar Tinbergens onderzoeksgroep in Oxford om onderzoek te doen naar menselijk gedrag. Hij schreef daarnaast over voetbal, wijdde een volledig boek aan het lichaam van de vrouw, maakte televisieprogramma's en publiceerde over beeldende kunst. Ondertussen bleef hij zijn schilderijen exposeren. Zijn werk is inmiddels opgenomen in diverse museale collecties.